# Malcom
Malcom, mit vollem Namen Malcom Filipe Silva de Oliveira, (* 26. Februar 1997 in São Paulo) ist ein brasilianisch-russischer Fußballspieler. Der Stürmer steht beim saudi-arabischen Erstligisten Al-Hilal unter Vertrag und debütierte 2023 in der brasilianischen A-Nationalmannschaft.

## Karriere

### Vereine
Malcom rückte bei Corinthians São Paulo zur Spielzeit 2014 von der Jugend in den Kader der ersten Mannschaft auf. Am 27. April 2014 (2. Spieltag) kam er im Alter von 17 Jahren beim 2:0-Sieg im Heimspiel gegen Flamengo Rio de Janeiro zu seinem ersten Einsatz in der Campeonato Brasileiro de Futebol, als er in der 71. Minute für Romarinho eingewechselt wurde. Sein erstes Tor erzielte er am 19. September 2014 (22. Spieltag) beim 1:1 gegen Chapecoense mit dem Führungstreffer in der neunten Minute. Sein Debüt in der Copa Libertadores gab er am 19. Februar 2015 beim 2:0-Sieg im Heimspiel gegen den FC São Paulo, bei dem er eine Minute vor Schluss für Emerson eingewechselt wurde. Die Folgespielzeit schloss er mit dem Meistertitel seiner Mannschaft ab.
Anfang Februar 2016 wechselte Malcom zum französischen Erstligisten Girondins Bordeaux. Am 7. Februar 2016 (25. Spieltag) debütierte er bei der 1:4-Niederlage im Heimspiel gegen die AS Saint-Étienne in der Ligue 1. Drei Tage später erzielte er bei der 3:4-Niederlage gegen den FC Nantes im Achtelfinale des französischen Pokals das erste Pflichtspieltor für seinen neuen Verein.
Am 23. Juli 2018 verkündeten Girondins Bordeaux und die AS Rom, sich über einen Transfer geeinigt zu haben und dass Malcom zum Medizincheck erwartet werde. Jedoch gab der FC Barcelona ein höheres Angebot ab, sodass Malcom einen Tag später für eine Ablösesumme in Höhe von 41 Millionen Euro, die sich um eine Million Euro erhöhen kann, zum amtierenden spanischen Meister wechselte und einen Vertrag mit einer Laufzeit bis zum 30. Juni 2023 unterschrieb. Am Saisonende gewann Malcom mit Barcelona die spanische Meisterschaft. Er konnte sich auf den Flügeln jedoch nicht gegen Lionel Messi, Ousmane Dembélé und Philippe Coutinho durchsetzen und kam nur sporadisch zum Einsatz.
Anfang August 2019 wechselte Malcom für eine Ablösesumme in Höhe von 40 Millionen Euro, die sich durch Bonuszahlungen um 5 Millionen Euro erhöhen kann, zum russischen Erstligisten Zenit St. Petersburg. Mit dem Klub konnte er gleich in seiner ersten Saison die Meisterschaft und den Pokal holen. Im Juli 2022 verlängerte Malcom seinen laufenden Vertrag bis zum Jahr 2027. In der Spielzeit 2022/23 wurde er mit 23 Treffern Torschützenkönig sowie zum vierten Mal in Folge russischer Meister.
Im Sommer 2023 wechselte er nach Saudi-Arabien zu Al-Hilal und unterschrieb dort einen Vertrag bis 2027.

### Nationalmannschaft
Malcom nahm mit der U20-Nationalmannschaft an der vom 14. Januar bis 7. Februar 2015 in Uruguay ausgetragenen Südamerikameisterschaft teil und kam in sechs Spielen zum Einsatz. Beim 5:0-Sieg gegen die Auswahl Perus am 4. Februar 2015 erzielte er mit dem Treffer zum 4:0 in der 72. Minute sein einziges Turniertor. Er belegte mit der Mannschaft in der Finalrunde den vierten Platz und qualifizierte sich damit für die vom 30. Mai bis 20. Juni 2015 in Neuseeland ausgetragene Weltmeisterschaft. In diesem Turnier unterlag er mit seiner Mannschaft der serbischen Auswahlmannschaft im Finale mit 1:2 n. V.
Am 21. September 2018 wurde Malcom von Nationaltrainer Tite in den A-Kader für die Freundschaftsspiele am 12. Oktober 2018 gegen Saudi-Arabien und am 16. Oktober 2018 gegen Argentinien berufen. Am 16. Oktober 2018 war er als Reservespieler im Superclássico das Américas gegen die Auswahl Argentiniens dabei, zu einem Einsatz kam er allerdings nicht.
Im Juni 2021 wurde Malcom in den Kader der Olympiaauswahl für das Fußballturnier der Olympischen Sommerspiele 2021 berufen. Er kam im Turnier in allen sechs Spielen seiner Mannschaft zum Einsatz und erzielte im Finale gegen Spanien den 2:1-Siegtreffer, der den Gewinn der Goldmedaille bedeutete. Die Teilnahme an diesem Turnier als offiziellen Wettbewerb nach FIFA-Charta steht nach dem Erhalt der russischen Staatsbürgerschaft im Februar 2023 in der Meinung des russischen Sportanwalts Michail Prokopez einem Einsatz in der russischen Nationalmannschaft entgegen.
Für Freundschaftsspiele gegen Guinea und den Senegal im Juni 2023 wurde Malcom erneut in die brasilianische Nationalmannschaft berufen. Im Spiel gegen Guinea am 17. Juni wurde er in der 82. Minute für Rodrygo eingewechselt.

## Erfolge

### Titel
Corinthians São Paulo
- Brasilianischer Meister: 2015

FC Barcelona
- Spanischer Meister: 2019

Zenit St. Petersburg
- Russischer  Meister: 2020, 2021, 2022, 2023
- Russischer Pokalsieger: 2020

Nationalmannschaft
- Vize-U20-Weltmeister: 2015
- Olympiasieger: 2021

### Auszeichnungen
- Torschützenkönig der Premjer-Liga: 2023 (23 Treffer)